# Friedrich von Zoller
Pour les articles homonymes, voir Zoller.
Friedrich Johann Daniel Alois von Zoller (Friedrich von Zoller), né le 25 mai 1762 à Baden-Baden, mort le 25 février 1821 à Ratisbonne, était un militaire allemand au service de la France, du Saint Empire et du royaume de Bavière.

## Origine et carrière au service de la France
La famille Zoller est originaire d'Alsace. Son ancêtre, Jacob Zoller, est anobli par l'empereur Léopold Ier en 1674. Son père est colonel du régiment Royal Deux-Ponts, régiment allemand au service du royaume de France dont le recrutement est assuré par le duc Charles II Auguste de Palatinat-Deux-Ponts. Friedrich von Zoller devient officier dans ce régiment en 1779 et combat pendant la guerre d'indépendance américaine. Lors de la révolution française, il retourne en Allemagne.

## Carrière au service du Saint Empire et de la Bavière
Pendant la  guerre de la première coalition contre la France, il sert dans l'état-major du général prussien Frédéric-Louis de Hohenlohe-Ingelfingen en 1793-1794. En 1799, pendant la  guerre de la deuxième coalition, il sert dans l'armée de l’Électeur de Bavière Maximilien qui deviendra en 1806 roi de Bavière. Il combat à la bataille de Moesskirch (4-5 mai 1800) où il perd un œil. 
En 1805, pendant la guerre de la troisième coalition, la Bavière est alliée de la France contre l'empire d'Autriche. Zoller commande un corps de chasseurs de montagne à la frontière du Tyrol. Cette campagne lui vaut d'être décoré de la Légion d'honneur française et de l'ordre militaire de Maximilien-Joseph de Bavière. 
Pendant la  guerre de la Quatrième Coalition (1806-1807), il commande un régiment d'infanterie légère contre la Prusse. Il sert dans la guerre de la cinquième coalition (1809) contre l'Autriche puis dans la campagne de Russie (1812) contre la Russie. Il est nommé général. Pendant la retraite de la Grande Armée, à Płock en Pologne, il prend le commandement de ce qui reste du contingent bavarois. Il est nommé chef de la 2e brigade d'infanterie royale bavaroise (de).
Pendant la campagne d'Allemagne (1813), la Bavière se retourne contre la France au lendemain de la bataille de Leipzig (1813). Lors de la bataille de Hanau (30-31 octobre 1813), Zoller sert comme général de division contre les Français sous les ordres du feld-maréchal bavarois Carl Philipp von Wrede. Puis Zoller est nommé à la tête du corps bavarois et dirige le siège de Huningue, sur le Rhin, du 21 décembre 1813 au 15 avril 1814, qui se termine par la capitulation de la garnison française. Il est de nouveau nommé à la tête d'une division pendant la guerre de la Septième Coalition en 1815 mais n'a pas l'occasion d'entrer en action.
Il est inscrit comme baron au registre de la noblesse bavaroise en 1816. Il meurt en 1821 à Ratisbonne.
Son fils, le général bavarois Oskar von Zoller (1809−1866), sera tué pendant la guerre austro-prussienne et ne laissera pas de descendance.